# Етол (Златна обала)
Етол (фр. Etaules) насеље је и општина у источном делу централне Француске у региону Бургоња, у департману Златна обала која припада префектури Дижон.
По подацима из 2011. године у општини је живело 246 становника, а густина насељености је износила 14,72 становника/km². Општина се простире на површини од 16,71 km². Налази се на средњој надморској висини од 500 метара (максималној 543 m, а минималној 302 m).

## Демографија
| 1962. | 1968. | 1975. | 1982. | 1990. | 1999. | 2011. |
| ----- | ----- | ----- | ----- | ----- | ----- | ----- |
| 88    | 90    | 157   | 221   | 242   | 262   | 246   |

График промене броја становника у току последњих година